# Huelga minera en Reino Unido de 1984 a 1985

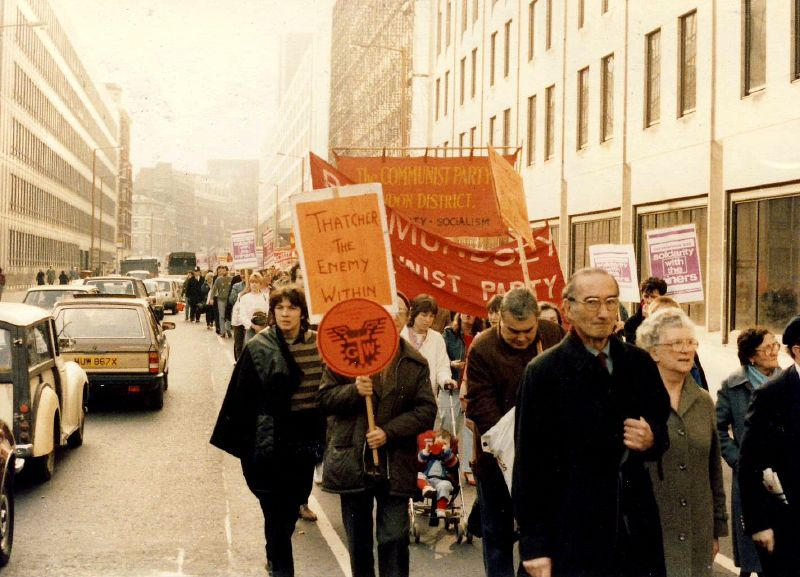
Manifestación minera en Londres durante la huelga en 1983.

La huelga minera en Reino Unido de 1984 a 1985 fue una huelga masiva de los mineros británicos que paralizó en gran medida la industria del carbón de ese país entre 1984 y 1985. Fue un momento decisivo en el desarrollo posterior de las relaciones laborales en Gran Bretaña, pues la derrota final de los huelguistas supuso un debilitamiento significativo del movimiento sindical británico. También fue visto como una importante victoria política de la entonces primera ministra del país y líder del Partido Conservador, Margaret Thatcher.  La huelga a su vez se convirtió en una lucha simbólica entre fuerzas largamente enfrentadas, ya que el Sindicato Nacional de Mineros (en inglés: National Union of Mineworkers o NUM) era uno de los sindicatos más poderosos del país y que había conseguido, entre otros, derribar al gobierno conservador de Edward Heath durante la huelga de 1974.

## Historia
La huelga comenzó el 6 de marzo de 1984 y tuvo un seguimiento por todo el país de aproximadamente el 73 %, destacando zonas como Gales del Sur, que llegó a tener al 99 % de sus mineros en huelga. Finalizó el 3 de marzo de 1985, cuando todavía se mantenían en huelga el 60 % de los mineros. El fin de la huelga y la derrota minera ante Thatcher permitió a su gobierno consolidar y poner en práctica todo su programa conservador y liberal.  El poder del NUM se debilitó gravemente. Tres personas murieron en los eventos relacionados con la huelga, dos piquetes en huelga y un taxista que llevaba a un esquirol al trabajo.

### Variación en el seguimiento de la huelga
| Área                | Trabajadores | Porcentaje en huelga | Porcentaje en huelga | Porcentaje en huelga |
| Área                | Trabajadores | 19-nov-1984          | 14-feb-1985          | 1-mar-1985           |
| ------------------- | ------------ | -------------------- | -------------------- | -------------------- |
| Cokeworks           | 4500         | 95,6                 | 73                   | 65                   |
| Kent                | 3000         | 95,9                 | 95                   | 93                   |
| Lancashire          | 6500         | 61,5                 | 49                   | 38                   |
| Leicestershire      | 1900         | 10,5                 | 10                   | 10                   |
| Midlands            | 19 000       | 32,3                 | 15                   | 23                   |
| Norte de Derbyshire | 10 500       | 66,7                 | 44                   | 40                   |
| Noreste             | 23 000       | 95,5                 | 70                   | 60                   |
| Norte de Gales      | 1000         | 35                   | 10                   | 10                   |
| Nottinghamshire     | 30 000       | 20                   | 14                   | 22                   |
| Escocia             | 13 100       | 93,9                 | 75                   | 69                   |
| Sur de Derbyshire   | 3000         | 11                   | 11                   | 11                   |
| Sur de Gales        | 21 500       | 99,6                 | 98                   | 93                   |
| Workshops           | 9000         | 55,6                 | –                    | 50                   |
| Yorkshire           | 56 000       | 97,3                 | 90                   | 83                   |
| Total               | 196 000      | 73,7                 | 64                   | 60                   |

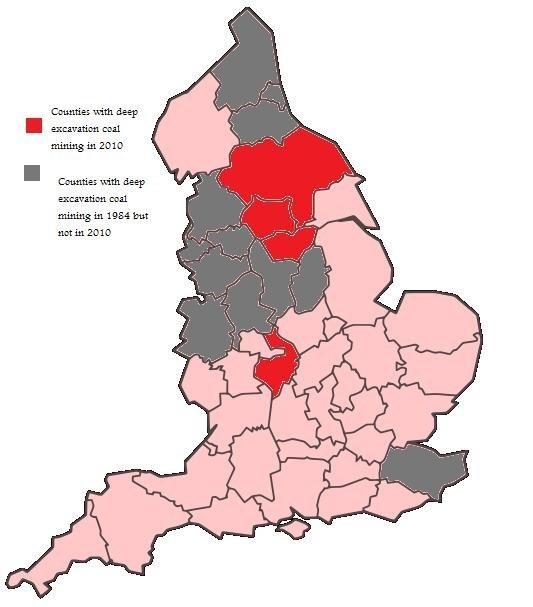
En gris los condados con minas de carbón en 1984, en rojo oscuro los condados ingleses con minas de carbón aún operativas en 2010.

No hay datos para los 1000 trabajadores del N.C.B.